# Jakab Dávid
Jakab Dávid (Budapest, 1993. május 21. –) magyar labdarúgó, a Győri ETO középpályása.

## Pályafutása

### Klubcsapatban
Pályafutását Maglódon kezdte. A magyar élvonalban a Dunaújváros színeiben mutatkozott be a 2014–2015-ös szezonban. Csapata ugyan az idény végén kiesett, de Jakab tizenkilenc találkozón egy gólt szerzett és több klub figyelmét is felkeltette. 2016 februárjában az MTK Budapest FC igazolta le. 2016 augusztusában egy évre a másodosztályú  Zalaegerszegi TE vette kölcsön. A 2017–2018-as szezonban másodosztályú bajnoki címet szerzett az MTK-val, amelyben tizenhét alkalommal lépett pályára. 2018 nyarán a Győri ETO szerződtette.

## Sikerei, díjai
MTK
- NB II-es bajnok: 2017–2018

## További információ
- Jakab Dávid adatlapja a transfermarkt.co.uk oldalon (angolul)
- MLSZ
- HLSZ Archiválva 2019. február 27-i dátummal a Wayback Machine-ben